# Eemsmond
Eemsmond (en groninguès, Emsmond) és un municipi de la província de Groningen, al nord dels Països Baixos. L'1 de gener del 2009 tenia 16.437 habitants repartits sobre una superfície de 543,36 km² (dels quals 353,18 km² corresponen a aigua).

## Nuclis de població
Eemshaven, Eppenhuizen, Kantens, Oldenzijl, Oosteinde, Oosternieland, Oudeschip, Roodeschool, Rottum, Startenhuizen, Stitswerd, Uithuizen, Uithuizermeeden, Usquert, Warffum, Zandeweer.
També inclou les illes desahabitades de Rottumeroog i Rottumerplaat.

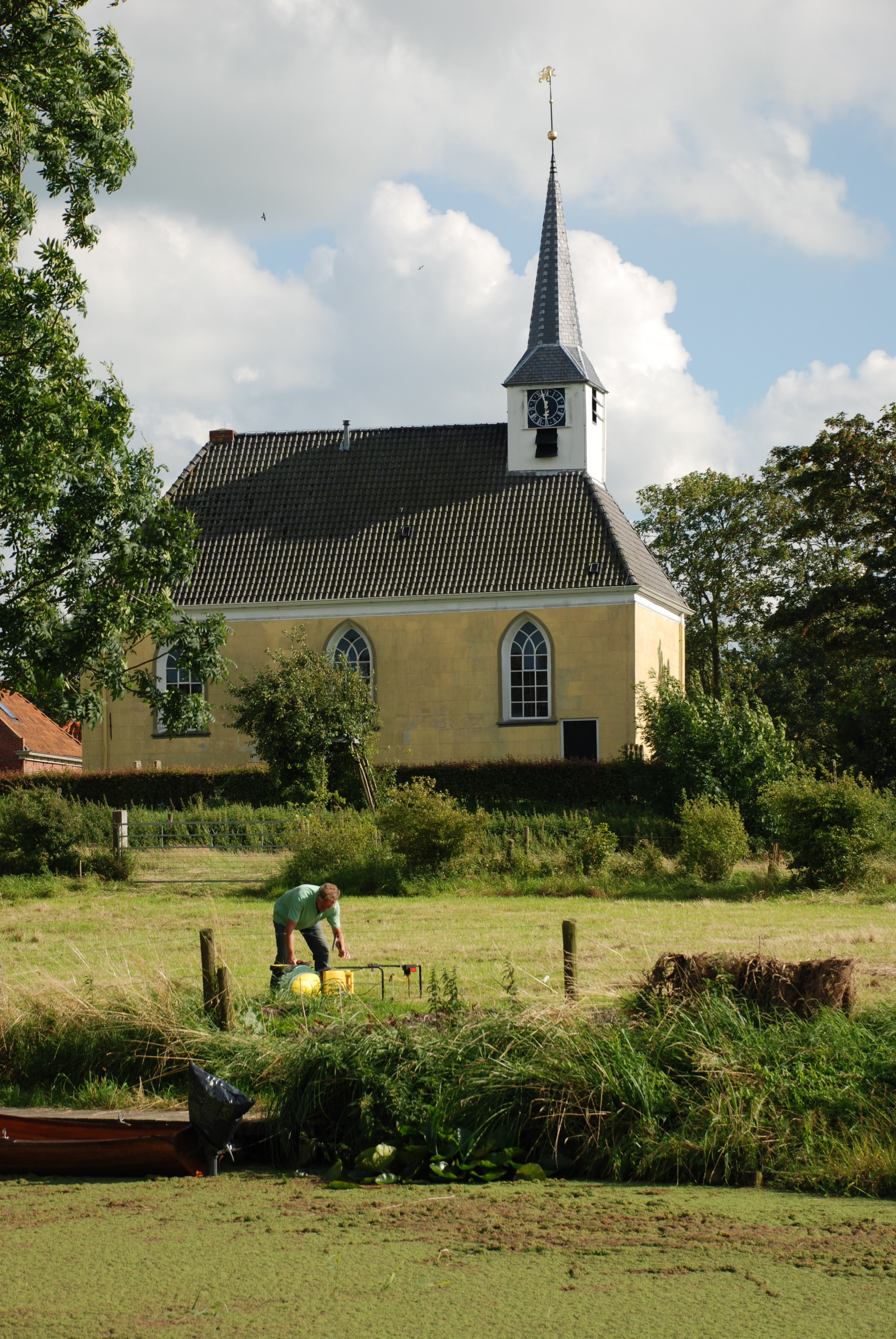
Stitswerd

## Administració
El consistori actual, després de les eleccions municipals de 2007, és dirigit per la socialista Marijke van Beek. El consistori consta de 19 membres, compost per:
- Partit del Treball, (PvdA) 6 escons
- Crida Demòcrata Cristiana, (CDA) 3 escons
- Gemeenten Belangen, 3 escons
- ChristenUnie, 2 escons
- GroenLinks 2 escons
- Partit Popular per la Llibertat i la Democràcia, (VVD) 1 escó